# Erich Zühlsdorf
Erich Zühlsdorf (* 18. März 1917; † 30. Juli 1988) war ein deutscher Fotograf.
Zühlsdorf besuchte in Berlin die Oberschule. 1931 wurde er Mitglied des Kommunistischen Jugendverbandes. 1932 bis 1939 machte Zühlsdorf eine Lehre als Reprograf beim Ullstein-Verlag und wurde Bildreporter. Nach der Einberufung in Arbeitsdienst und Wehrmacht kämpfte er im Zweiten Weltkrieg. Im April 1945 geriet er in sowjetische Kriegsgefangenschaft, wo er sich einer antifaschistischen Lagergruppe anschloss. 1948 wurde er zu einer Gebietsantifaschule delegiert. Im selben Jahr trat er der SED bei und nahm eine Anstellung als Bildreporter bei ADN-Zentralbild an. 1951/52 war er dort Leiter der Bildredaktion, später Sonderkorrespondent im Ausland. Von 1963 bis in die 80er-Jahre war er als Ausbilder tätig, vor allem in Afrika. 1985 erhielt er das Ehrendiplom im journalistischen Wettbewerb der Gesellschaft für Deutsch-Sowjetische Freundschaft und des VDJ, 1987 ging er in Rente.

## Quelle
- Prof. Dr. Rolf Sachsse, HBK Saar